# Parayasa variegata
Parayasa variegata är en insektsart som beskrevs av Thirumalai och Ananthasubramanian 1981. Parayasa variegata ingår i släktet Parayasa och familjen hornstritar. Inga underarter finns listade i Catalogue of Life.